# Видукинд фон Реда
Видукинд фон Реда (на немски: Widukind von Rheda; * пр. 1154; † 26 ноември 1189/1191 пред Акон) е господар на Господство Реда и фогт на женските манастири Фрекенхорст и Лисборн, основател през 1185 г. на манастир Мариенфелд (днес в Харзевинкел) и кръстоносен рицар.

## Произход и управление
Той е син на Евервин фон Фрекенхорст и съпругата му Лутруд фон Шваленберг, дъщеря на влиятелния Видекинд I фон Шваленберг († 1136/1137), граф на Графство Шваленберг. Сестра му Гертруд е абатиса в манастир Фрекенхорст.
През 1170 г. Видукинд е фогт на манастирите Лисборн и Фрекенхорст. Той построява на Емс между Мюнстер и Падерборн воден замък, днешният дворец Реда. През 1185 г. той е основател заедно с епископа на Мюнстер Херман на манастир Мариенфелд, който е осветен през 1222 г.
Заедно с Бернхард II фон Липпе Видукинд е в свитата на Хайнрих Лъв през войната с император Фридрих I Барбароса. Той е на служба в двора на княз-епископ Херман фон Мюнстер. През 1186 г. е васал на епископа на Оснабрюк Арнолд.
С майка си той подарява цялата си собственост на манастир Мариенфелд, понеже няма наследници, където планува да стане монах. Продава замък Реда на Бернхард II фон Липпе. След това Видукинд участва през 1189 г. в Кръстоносния поход на Барбароса (1189 – 1192). Той тръгва заедно с ландграф Лудвиг III от Тюрингия. Видукинд е ранен и умира при обсадата на Акон (1189 – 1191). Един от неговите рицари докарва тленните му останки в манастир Мариенфелд, където е погребан в църквата. На плочата му пише: „WEDEKIND NOBILIS DE RETHE FVNDATOR“.
След смъртта му господството Реда отива след 1190 г. на Бернхард II фон Липпе.

## Фамилия
Видукинд е женен за Матилда фон Риклинген. Те нямат деца.